# Peter Parker, 1. Baronet

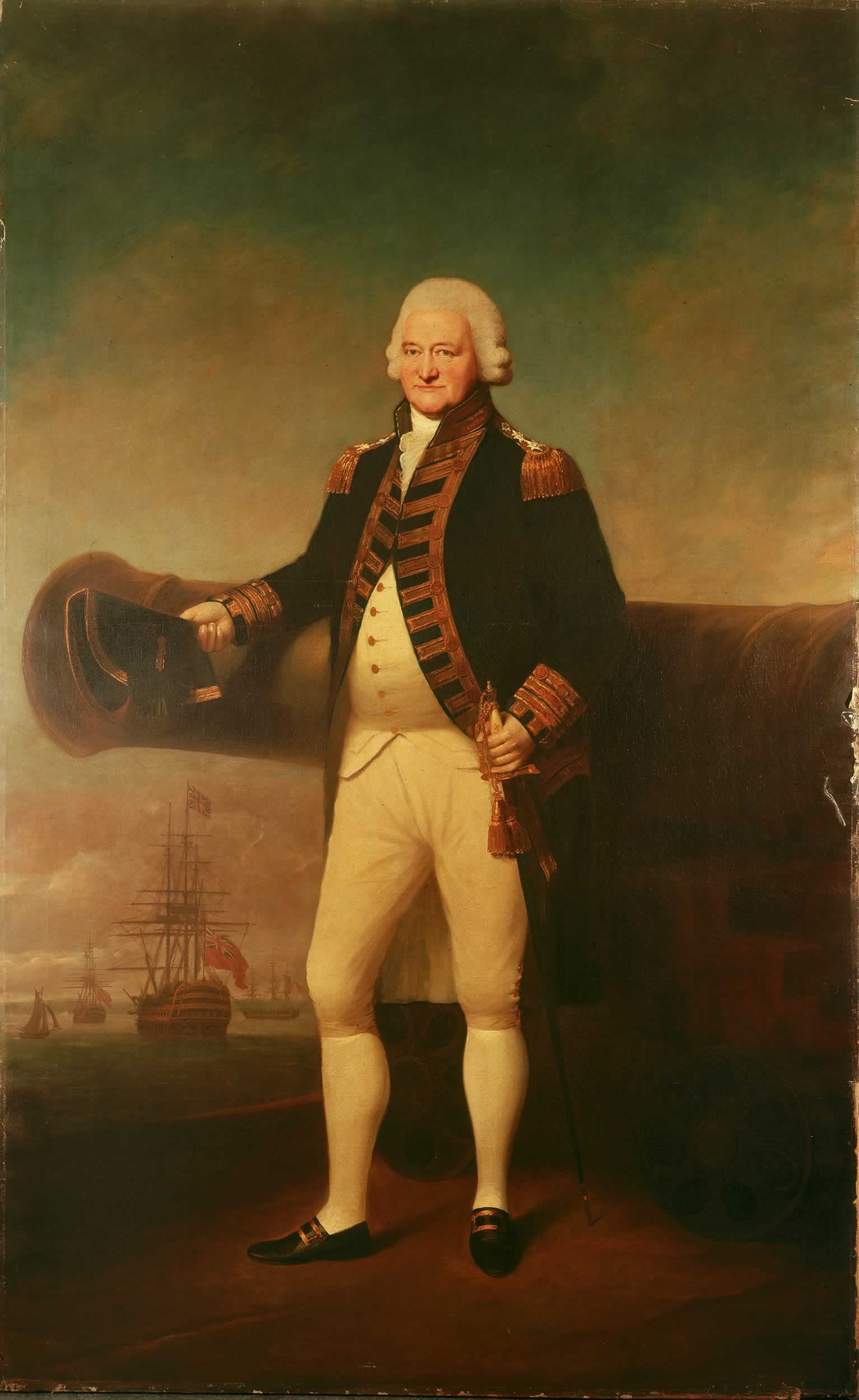
Admiral Sir Peter Parker, Gemälde von Lemuel Francis Abbott um 1799

Sir Peter Parker, 1. Baronet (* 1721 in Irland; † 21. Dezember 1811 in London) war ein britischer Marineoffizier, zuletzt im Range eines Admiral of the Fleet.

## Leben und Wirken
Parker war der dritte Sohn des Rear-Admiral Christopher Parker (um 1682–1747) aus dessen Ehe mit Margaret Nugent (1742–1803). Er trat in jungen Jahren in die Royal Navy und erhielt 1743 sein Offizierspatent als Lieutenant. Im Februar 1744 nahm er auf dem Linienschiff Neptune an der Seeschlacht bei Toulon teil (Österreichischer Erbfolgekrieg). Im März 1744 wurde er zum Commander befördert und erhielt mit der dem Linienschiff Maidstone sein erstes eigenes Kommando. Im Mai 1747 wurde er zum Captain befördert und wurde Kommandant der Fregatte Margate. Im Siebenjährigen Krieg gegen die Franzosen nahm er 1759 als Kommandant des Linienschiffes Woolwich am erfolglosen Angriff auf Martinique und der anschließenden Eroberung von Guadeloupe teil und war 1761 als Kommandant des Linienschiffes Buckingham an der Eroberung der Belle-Île beteiligt. Nach Kriegsende 1763 stand er unter Halbsold und wurde erst 1772 wieder zum Dienst in der Royal Navy aktiviert. Am 10. Juni desselben Jahr wurde er als Knight Bachelor geadelt.
Im Amerikanischen Unabhängigkeitskrieg kommandierte er als Commodore auf seinem Flaggschiff Bristol am 28. Juni 1776 den Angriff auf Sullivan’s Island (Fort Moultrie), das die Einfahrt nach Charleston (South Carolina) schützte. Dabei führte Henry Clinton den Angriff von Land. Er erlitt schwere Verluste und Beschädigungen seiner Schiffe, von denen er eines verlor (Actaeon), so dass er den Angriff abbrechen musste. Er selbst wurde am Bein verwundet und der letzte Gouverneur von South Carolina, Lord William Campbell, wurde an Bord seines Flaggschiffs verwundet und starb später an diesen Verletzungen. Danach war er unter Admiral Lord Howe (dessen Bruder William Howe dabei die Landstreitkräfte kommandierte) an der Einnahme New Yorks beteiligt und eroberte 1776 Rhode Island. 1777 wurde er zum Rear-Admiral und 1779 zum Vice-Admiral befördert und war von 1777 bis 1782 Commander-in-Chief der Jamaica Station. In England erwarb er das Herrenhaus von Bassingbourne in Takeley (Uttlesford District) in Essex, sowie 1782 den erblichen Adelstitel Baronet, of Bassingbourne in the County of Essex. In dieser Zeit diente auch Horatio Nelson auf seinem Flaggschiff, der Bristol, und wurde von Parker patroniert. Parker machte ihn zum First Lieutenant auf seinem Flaggschiff, vertraute ihm bald darauf die Brigg Badger an und 1779 nach Ernennung zum Captain die Fregatte Hinchinbrooke. Beide befreundeten sich.
1784 bis 1786 war er als Burgess für Seaford und 1787 bis 1790 für Maldon Abgeordneter im House of Commons. 1787 wurde er zum Admiral of the Blue und 1794 zum Admiral of the Blue befördert und war von 1793 bis 1799 Commander-in-Chief in Portsmouth. Nach dem Tod von Admiral Howe 1799 wurde er als dessen Nachfolger Admiral of the Fleet.
1806 war er der Haupt-Trauerredner auf der Beerdigung von Lord Nelson.
Er starb 1811 und wurde in der St Margaret’s Church in Westminster bestattet. Er war mit Margaret Nugent (um 1742–1803) verheiratet und hinterließ zwei Töchter, Anne und Antoinette. Sein einziger Sohn, Vice-Admiral Christopher Parker (1761–1804), war bereits vor ihm verstorben, sodass dessen ältester Sohn, sein Enkel Captain Peter Parker (1786–1814), den Titel als 2. Baronet erbte.